# Бутурлин, Тимофей Фёдорович
Тимофей Фёдорович Бутурлин «Вороненок» (? — 1651) — стольник (1626), окольничий (1649) и воевода, единственный сын окольничего и воеводы Фёдора Леонтьевича Бутурлина «Ворона» (ум. 1640), правнук Дмитрия Андреевича Бутурлина (ум. 1575).

## Биография
В 1626 году Тимофей Фёдорович Бутурлин в звании стольника участвовал в чине свадьбы царя Михаила Фёдоровича с Евдокией Лукьяновной Стрешневой.
В 1639 году находился на воеводстве в Яблонове, в 1640 и 1641 годах провёл в Москве. В 1642 году Тимофей Бутурлин служил воеводой во Мценске. 2 февраля 1647 года был назначен на воеводство в Белгород, где отражал набег крымских татар и ногайцев. 26 декабря 1648 года его отозвали из Белгорода в Москву. 1 апреля 1649 года, в день именин царицы Евдокии Лукьяновны, Тимофей Бутурлин был пожалован царем в окольничие и до 1650 года оставался при дворе.
В июне 1650 года Тимофей Бутурлин вместе с князем Михаилом Петровичем Пронским был назначен на воеводство в Астрахань, где начал укреплять границы по р. Яику, заботиться о поддержке и развитии шелководства в крае, о поддержании добрых сношений с калмыцкими тайшами, о развитии рыбной ловли.
В 1651 году Тимофей Бутурлин скончался в Астрахани.
Не оставил после себя потомства.